# Ogun (divinité)
Pour les articles homonymes, voir Ogun (homonymie).
Ogun, Ogoun, ou Ogou, ou Gou, est au départ un orisha dans la mythologie yoruba, et un lwa du vaudou haïtien, qui se présente sous plusieurs aspects. 
Il préside au feu, au fer et à la guerre. Comme tel, il est le patron des forgerons. Il est le frère de Shangô.

## Mythologie yoruba
Il est le fils d'Yemaja et d'Orungan, l'époux d'Oya et d'Osun. Il représente le guerrier traditionnel et le travail du métal. Puissant et triomphateur, il peut être destructeur.
Dans le culte des orishas, il a plusieurs aspects et plusieurs noms.

## Aspects vaudou
- Ogou Feray ou Ogoun Ferraille

C'est le guerrier qui lutte contre la misère. Ses attributs sont le sabre, le coq rouge, le rhum et le tabac. C'est aussi un chef politique, qui a servi d'inspiration aux esclaves pour la révolution haïtienne en 1804. Son doublet catholique est saint Jacques le Majeur,.
- Ogou Badagris : Il porte l'aspect phallique d'Ogou, et représente la fertilité. Il est l'un des amants d'Erzulie[4].

- Ogou Shango : C'est le lwa de la foudre[5].

- Ogou Tonnerre ou Agaou Tonnerre, frère d'Azaka Médé et esprit du tonnerre. Symbolisé par un petit lézard, son doublet catholique est saint Jean-Baptiste[6].

## Possession vaudou
Lors de son rituel de possession, le fidèle s'habille en rouge, il porte un sabre ou une machette, demande du rhum qu'il verse par terre, et du tabac qu'il mâche ou fume pour remplir le péristyle de fumée. Ces possessions peuvent être violentes. Les fidèles qu'il chevauche sont connus pour se laver les mains avec du rhum flambant sans ressentir de douleur, ou pour se piquer ou se jeter sur leur sabre sans se blesser. On le retrouve également porteur de la corde du pendu après avoir été méprisé par Erzulie. Son corps fut brulé à l'aube[réf. souhaitée]. 

### Filmographie
- Ogu, court métrage documentaire de François Sourou Okioh, Bénin, 1983